# 第46屆廣播金鐘獎
第46屆廣播金鐘獎是2011年台灣廣播業界的年度盛事之一，表揚2011年度傑出的台灣廣播從業人員，主題為「數位金鐘·匯流100」。頒獎典禮於台灣時間2011年（民國100年）10月14日19點在台北市國父紀念館舉行，由唐從聖、曾寶儀擔任主持人。該屆頒獎典禮由中國電視公司執行製播，王鈞擔任製作人，中視主頻、中視綜藝台、中天娛樂台、中天亞洲台、中天北美台、HiHD、Astro AEC、星和都会台現場直播（除HiHD以外，其餘各頻道皆於17點30分直播星光大道）。

## 入圍暨得獎名單
下列之標記為該獎項得獎者。

## 外部連結
- 100年廣播金鐘獎得獎名單 （页面存档备份，存于）.文化部影視及流行音樂產業局.2011-10-24